# Roman Usdenow
Roman Usdenow (* 10. März 1979) ist ein ehemaliger kasachischer Fußballspieler, der für den FK Atyrau und die kasachische Nationalmannschaft aktiv war.

## Karriere
Usdenow spielte im Jahr 2001 bei Jessil Kökschetau in seinem Heimatland, ehe er Ende des Jahres nach Russland zu Spartak Naltschik wechselte. Dort spielte er ein Jahr und unterschrieb im Januar 2003 einen Vertrag beim russischen Proficlub Dynamo Moskau, wo er bis Ende 2003 aktiv war. 2004 spielte er bei Anschi Machatschkala, ebenfalls in Russland. 2007 kehrte er nach Naltschik zurück und schoss in 14 Spielen ein Tor. Vom Januar 2008 bis 2009 spielte er wieder in Kasachstan bei FK Atyrau.
Sein Nationalmannschaftsdebüt gab Usdenow am 18. Februar 2004 bei einem Freundschaftsspiel in Lettland, sein erstes Tor erzielte er am 21. Februar, ebenfalls in einem Freundschaftsspiel gegen Zypern. Außerdem traf er im ersten Qualifikationsspiel zur Weltmeisterschaft 2010 beim 3:0-Erfolg über Andorra.